# Vũ Linh (xã)
Vũ Linh là một xã thuộc huyện Yên Bình, tỉnh Yên Bái, Việt Nam.

## Địa lý
Xã Vũ Linh nằm ở phía đông huyện Yên Bình, có vị trí địa lý:
- Phía đông giáp xã Bạch Hà
- Phía tây giáp xã Đại Đồng và xã Tân Hương
- Phía nam giáp xã Vĩnh Kiên
- Phía bắc giáp xã Phúc An và xã Tân Hương.

Xã Vũ Linh có diện tích 37,36 km², dân số năm 2019 là 5.601 người, mật độ dân số đạt 150 người/km².

## Lịch sử
Ngày 16 tháng 2 năm 1967, Bộ trưởng Bộ Nội vụ ra Quyết định số 51-NV về việc chia xã Vũ Linh thành hai xã Vũ Linh và Bạch Hà.
Xã Vũ Linh gồm có các hợp tác xã Mầu Ba, Quyên, Đồng Bội và Đá Trắng.